# Tapir asiàtic
El tapir asiàtic (Tapirus indicus) és l'espècie de tapir més grossa i l'única nadiua d'Àsia. El seu nom científic es refereix a les Índies, l'hàbitat natural de l'espècie. En malai, se'l denomina sovint cipan o tenuk.